# لهجات صينية

خريطة تبين اللهجات المختلفة في الصين

يختلف الشعب الصيني تميز قوي بين اللغة المكتوبة (文، بينيين : ون)، واللغة المحكية (语 / 语 yǔ). فاللغة الإنجليزية ليست بهذا التمييز. ونتيجة لهذة الشروط Zhongwen (中文) وهانيو (汉语) الصينية على حد سواء في ترجمة باللغة الإنكليزية باسم «الصينية».
فاللغة الصينية المكتوبة تتشكل من عدة رموز، يمكن قرائتها بغض النظر عن اختلاف اللهجات الصينية، لكن لكل لهجة نطقها الخاص للكلمة، فمن الشائع داخل الصين الاعتقاد بأن هذه الأصناف تختلف في أشكال تحدثها فقط، ولأن اللغة، عندما تكتب، هو أمر منتشر في جميع أنحاء البلاد. ولذلك على الرغم من أن الصين هي موطن لمئات من اللغات التي يتحدث بها فريدة نسبيا، والناس يعرفون القراءة والكتابة وعادة ما تكون قادرة على التواصل من خلال اللغة المكتوبة على نحو فعال في جميع أنحاء الصين.

## لهجات رئيسية
- مندرين: المندرينية هي اللغة الرسمية في جمهورية الصين الشعبية ويتحدث بها في وتايوان وسنغافورة والجدير بالذكر ان المندرينية.

تحتوي على عدد كبير من اللهجات وتستخدم بكثرة في شمال وجنوب غرب الصين.
- وو: هي لهجة من لهجات اللغة الصينية، يتكلمها حوالى 77 مليون شخص متمركزين في مدينة شانغهاى والمناطق المحيطة بها.
- كانتونية: أو الكَنْتُونية هي إحدى الفروع الرئيسية للغة الصينية. هناك خلاف كبير حول اعتبار الكانتونية لهجة من اللهجات اللغة الصينية أو اعتبارها لغة مستقلة. بشكل عام تعتبر الكانتونية لهجة من لهجات اللغة الصينية العديدة لأسباب عرقية وثقافية،
- مين: صينية مين هي أي شكل محكي من اللغة الصينية في إقليم فتشين.
- كن: لغة كنباعتبار الأصل وتنوع النطق الصيني، حرف الكاف قد ينطق ‎[k]‏ أو ‎[ɡ]‏ ، كما قد ينفتح أو ينضم.[1][2][3] يكون النطق الأصلي {{أصد|[kon ȵi] أو الصينية هي لغة منبثة في إقليم جياڭشي الصيني ومنتشرة في المناطق المحاذية له. يتكلم +20.58 مليون صيني —0.3 بالمئة من سكان العالم— تلك اللغة.
- شيانغ: صينية شيانغ تستخدم غالباً في مقاطعة هونان.
- هاكا: هي واحدة من أهم أقسام اللغة الصينية المنطوقة بشكل موسع في جنوب الصين من قبل شعب الهاكا وفروعه في الشتات في شرق وجنوب شرق آسيا وكافة أنحاء العالم

## لهجات صغرى
- صينية جين: تعتبر الجين جزء من اللهجة المندرينية لقربها في نطق الكلمات.
- هويتشو: تعتبر لهجة صغرى, أو تحتية للوو صينية.